# Alte Brücke von Bariura
Die Alte Brücke von Bariura (bengalisch বাড়িউড়া প্রাচীন পুল Bāṛiuṛā Prācīn Pul) oder Hatirpul (bengalisch হাতিরপুল Hātirpul) ist eine der alten Brücken in Sarail Upazila im Distrikt Brahmanbaria. Sie befindet sich 15 km nördlich von Brahmanbaria. Sie wurde während des Mogulreiches in Bariura, in der Nähe des heutigen Highways Dhaka-Sylhet, gebaut.

## Geschichte
Das im 16. Jahrhundert auf Ziegel-, Kalk- und Betonbasis errichtete Bauwerk verband Sarail und Shahbajpur.
Die Bariura-Brücke wurde von Dewan Shahbaz Khan während seiner Amtszeit im Jahr 1650 erbaut. Die Brücke über den Kanal wurde hauptsächlich für das Überqueren durch Elefanten gebaut und wurde daher „Elefantenbrücke“ genannt. Die Dewans verkehrten damals mit Elefanten auf dieser Straße und machten auch Rast in der Nähe dieser Brücke.
Die Alte Brücke von Bariura war lange Zeit vernachlässigt und von Gebüsch bedeckt. Dies änderte sich dank der Umleitung des Flusses durch die Bangladesh Road Transport Corporation (BRTC) im Süden, um die Brücke durch die Errichtung einer modernen Brücke in der Nähe des Ortes zu retten.
Die Brücke steht heute unter der Aufsicht des Amts für Archäologie von Bangladesch.

## Galerie

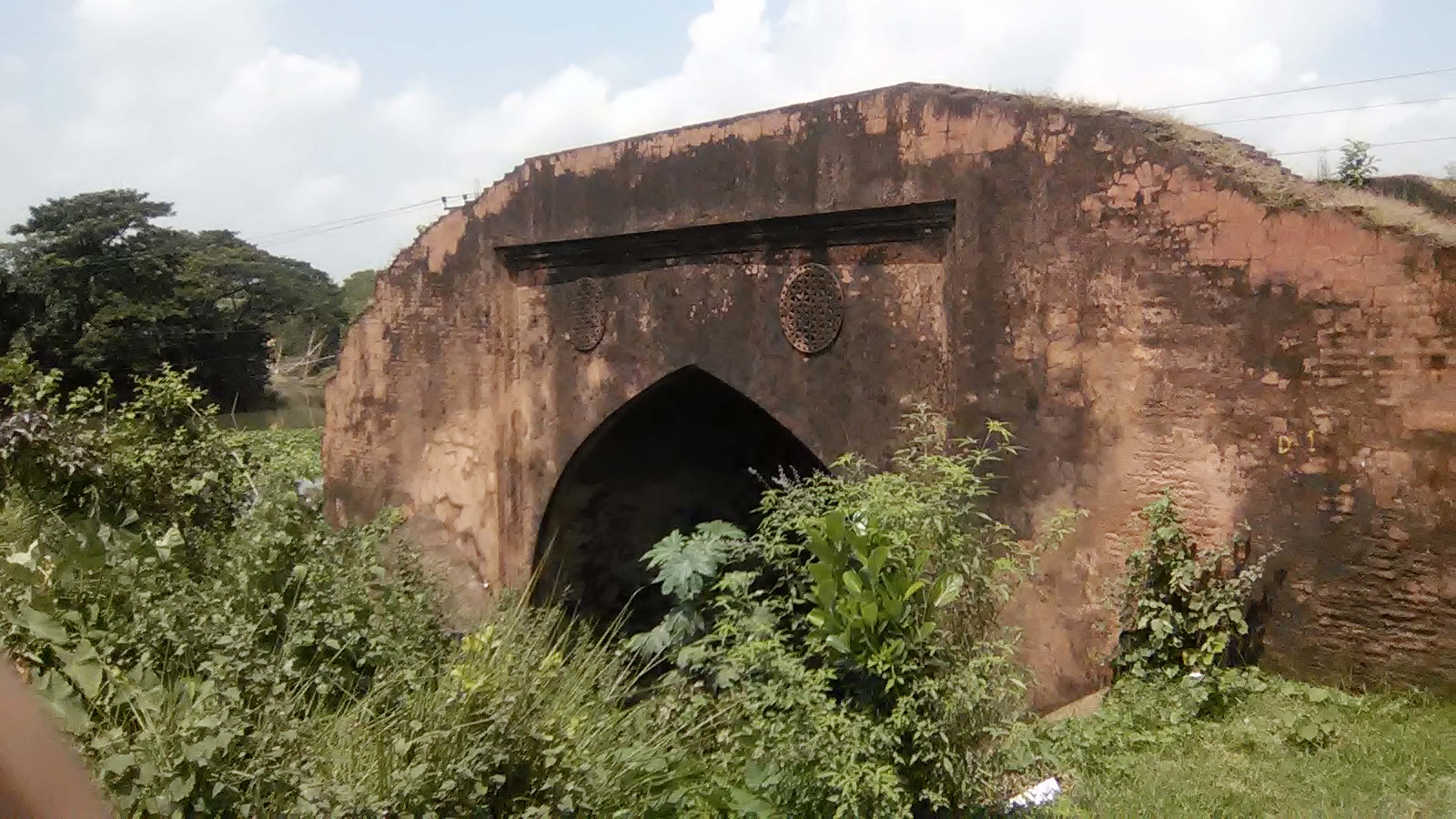
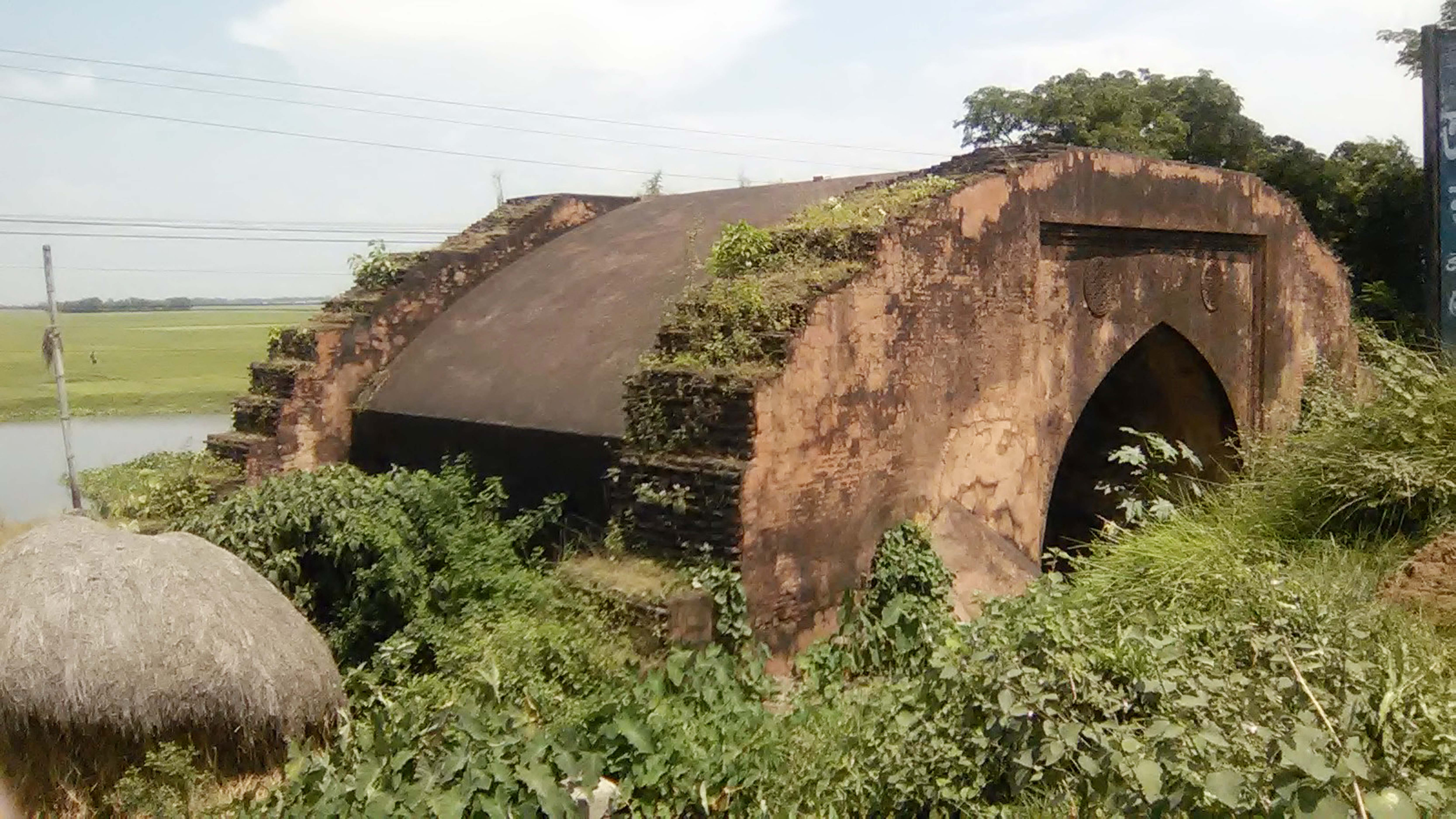
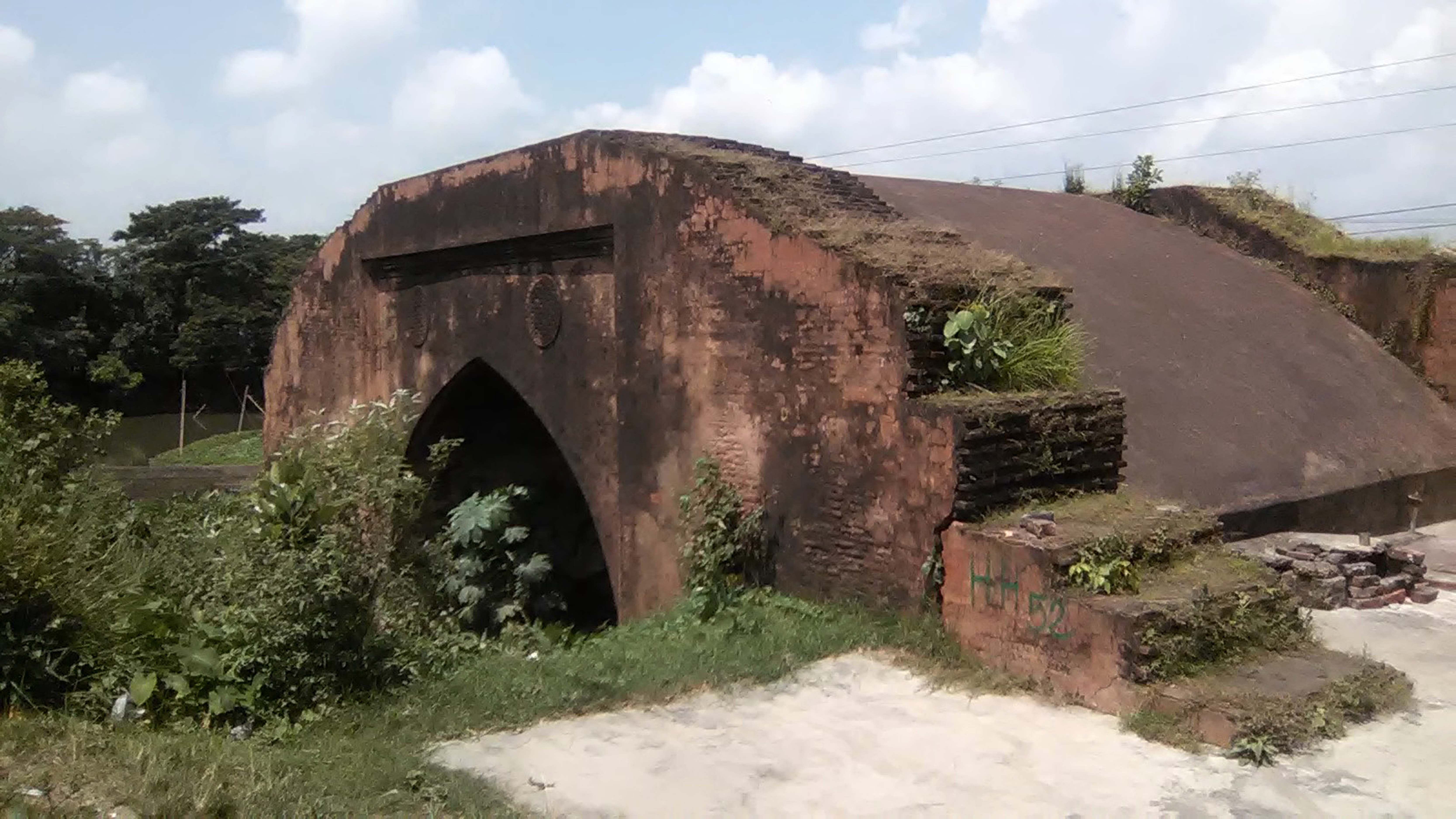